# Discographie de Chet Faker
La discographie du musicien australien Chet Faker se compose d'un album studio, deux albums live, trois extended plays et douze singles.

## Album studio
| Titre           | Détails de l'album | Meilleure position | Meilleure position | Meilleure position | Meilleure position | Meilleure position | Meilleure position | Meilleure position | Meilleure position | Meilleure position | Meilleure position | Meilleure position | Certifications |
| Titre           | Détails de l'album | AUS                | AUS Dance          | AUS Indie          | BEL (FL)           | BEL (WA)           | FRA                | NL                 | NZ                 | SUI                | UK                 | US                 | Certifications |
| --------------- | --- | ------------------ | ------------------ | ------------------ | ------------------ | ------------------ | ------------------ | ------------------ | ------------------ | ------------------ | ------------------ | ------------------ | -------------- |
| Built on Glass  | - Date de sortie : 11 avril 2014 (AU) - Label : Future Classic, Opulent - Format : CD, vinyle, téléchargement digital | 1                  | 1                  | 1                  | 31                 | 38                 | 76                 | 51                 | 6                  | 49                 | 87                 | 158                | - ARIA : Or    |
| Hotel Surrender | - Date de sortie : 16 juillet 2021 - Label : Detail Records, BMG - Format : CD, vinyle, téléchargement digital        |                    |                    |                    |                    |                    |                    |                    |                    |                    |                    |                    |                |

## Album live
| Titre                                  | Détails de l'album                                                                                   | Meilleure position |
| Titre                                  | Détails de l'album                                                                                   | AUS                |
| -------------------------------------- | --- | ------------------ |
| Live Sessions                          | - Date de sortie : 21 mars 2013 - Label : Auto-produit - Format : Téléchargement digital             | —                  |
| Dec 18, 2013 – Good Danny's Austin, TX | - Date de sortie : 18 décembre 2013 - Label : Daytrotter - Format: Téléchargement digital, streaming | —                  |
| iTunes Session                         | - Date de sortie : 28 novembre 2014 (AU) - Label : Future Classic - Format : Téléchargement digital  | 18                 |

## EP
| Titre                                                                                       | Détails de l'album                                                                                            | Meilleure position | Meilleure position |
| Titre                                                                                       | Détails de l'album                                                                                            | AUS                | AUS Indie          |
| ------------------------------------------------------------------------------------------- | --- | ------------------ | ------------------ |
| Thinking in Textures                                                                        | - Date de sortie : 23 mars 2012 - Label: Opulent, Remote Control - Format: CD, vinyle, téléchargement digital | 38                 | 4                  |
| Lockjaw (Flume & Chet Faker)                                                                | - Date de sortie : 22 novembre 2013 (AU) - Label: Future Classic - Format: CD, vinyle, téléchargement digital | —                  | —                  |
| Work (Marcus Marr & Chet Faker)                                                             | - Date de sortie : 4 décembre 2015 - Label : Detail Co - Format: Téléchargement digital                       | —                  | —                  |
| "—" mentionne les EPs qui ne sont soit pas sortis soit pas classés dans les pays concernés. | |                    |                    |

## Singles
| Terms and Conditions                                                                            | 2012 | —  | —  | —  | —   |                               | Thinking in Textures |
| I'm Into You                                                                                    | 2012 | —  | —  | —  | —   |                               | Thinking in Textures |
| Love and Feeling                                                                                | 2012 | —  | —  | —  | —   |                               | Thinking in Textures |
| Drop the Game (Flume & Chet Faker)                                                              | 2013 | 18 | 5  | 1  | 125 | - ARIA: Platinum              | Lockjaw              |
| Talk Is Cheap                                                                                   | 2014 | 31 | 9  | 3  | —   |                               | Built on Glass       |
| 1998                                                                                            | 2014 | 55 | 16 | 6  | 95  |                               | Built on Glass       |
| Gold                                                                                            | 2014 | 40 | 5  | 5  | —   |                               | Built on Glass       |
| On You (Chet Faker x GoldLink)                                                                  | 2014 | —  | —  | —  | —   |                               | NC                   |
| Bend                                                                                            | 2015 | 48 | 11 | 2  | —   |                               | Single sans album    |
| 1998 (featuring Banks)                                                                          | 2015 | —  | —  | —  | —   |                               | Single sans album    |
| The Trouble with Us (avec Marcus Marr)                                                          | 2015 | 8  | 1  | 1  | —   | - ARIA: 2× Platine - RMNZ: Or | Work                 |
| en tant que Nick Murphy                                                                         |      |    |    |    |     |                               |                      |
| Fear Less                                                                                       | 2016 | —  | —  | 10 | —   |                               | TBA                  |
| Stop Me (Stop You)                                                                              | 2016 | 92 | —  | 4  | —   |                               | TBA                  |
| "—" mentionne les singles qui ne sont soit pas sortis soit pas classés dans les pays concernés. |      |    |    |    |     |                               |                      |

## Singles promotionnels
| Titre                      | Année | Meilleure position | Meilleure position | Album          |
| Titre                      | Année | AUS                | AUS Indie          | Album          |
| -------------------------- | ----- | ------------------ | ------------------ | -------------- |
| Melt (featuring Kilo Kish) | 2013  | 60                 | 4                  | Built on Glass |

## Autres chansons classées
| Titre                                              | Année | Meilleure position | Meilleure position | Album   |
| Titre                                              | Année | AUS                | AUS Dance          | Album   |
| -------------------------------------------------- | ----- | ------------------ | ------------------ | ------- |
| This Song Is Not About a Girl (Flume & Chet Faker) | 2013  | 52                 | 12                 | Lockjaw |
| What About Us (Flume & Chet Faker)                 | 2013  | 53                 | 13                 | Lockjaw |

## Autres apparitions
| Titre                                                             | Année | Album                     | Notes  |
| ----------------------------------------------------------------- | ----- | ------------------------- | ------ |
| Mahal (Ta-ku featuring Chet Faker)                                | 2011  | LATENYC                   |        |
| Fear Like You (Chet Faker et The Royal Swazi Spa)                 | 2012  | The Key of Sea — Volume 2 |        |
| Left Alone (Flume featuring Chet Faker)                           | 2012  | Flume                     |        |
| Moon Plain (The Coober Pedy University Band featuring Chet Faker) | 2013  | Moon Plain                |        |
| Fool of Me (Say Lou Lou featuring Chet Faker)                     | 2013  | Julian                    |        |
| Rock On (Nkechi Anele & Chet Faker ; reprise de David Essex)      | 2013  | NC                        |        |
| Try It Over (Yujen)                                               | 2013  | No Aware                  | Vocals |

## Productions
| Titre           | Année | Artiste    | Album |
| --------------- | ----- | ---------- | ----- |
| Don't Regret Me | 2012  | Rainy Milo | Limey |
| Deal Me Briefly | 2013  | Rainy Milo | NC    |

## Remixes
| Titre           | Année | Artiste           |
| --------------- | ----- | ----------------- |
| So Sorry        | 2011  | Geoffrey O'Connor |
| Trembling Hands | 2012  | The Temper Trap   |
| Dark Doo Woop   | 2012  | MS MR             |

## Vidéoclips
| Titre                              | Année | Réalisateur(s)      |
| ---------------------------------- | ----- | ------------------- |
| Terms and Conditions               | 2011  | Isabella Giovinazzo |
| I'm Into You                       | 2012  | Josh Mckie          |
| Drop the Game (Flume & Chet Faker) | 2013  | Lorin Askill        |
| Talk Is Cheap                      | 2014  | Toby & Pete         |
| 1998                               | 2014  | Domenico Bartolo    |
| Gold                               | 2014  | Hiro Murai          |

## Vidéoclip en featuring
| Titre                                   | Année | Réalisateur(s)     |
| --------------------------------------- | ----- | ------------------ |
| Left Alone (Flume featuring Chet Faker) | 2013  | Rhett Wade-Ferrell |